# Комаров, Ипполит Ипполитович
Ипполит Ипполитович Комаров (1892 — 1978) — полковник лейб-гвардии Преображенского полка, герой Первой мировой войны, участник Белого движения.

## Биография
Из потомственных дворян. Сын действительного статского советника Ипполита Александровича Комарова (1859—1934) и жены его Варвары Андреевны Переяславцевой (1863—1907).
Воспитывался в Пажеском корпусе, по окончании которого в 1912 году был выпущен подпоручиком в лейб-гвардии Преображенский полк.
В Первую мировую войну вступил в рядах преображенцев. Удостоен ордена Св. Георгия 4-й степени
За то, что 23 августа 1914 года в бою у сел. Кщенов, наступая с полуротой на укрепленную позицию под сильным ружейным, пулеметным и артиллерийским огнем, примером личного мужества довел ее до удара в штыки и с боя взял 1 действовавший пулемет, 3-х офицеров и около 100 нижних чинов пленными, а затем, развивая успех, овладел таким участком неприятельской позиции, с занятием которого бой принял решительный оборот в нашу пользу, так как вся позиция была взята во фланг.
Произведен в поручики 7 июля 1916 года, в штабс-капитаны — 28 декабря того же года, в капитаны — 18 апреля 1917 года.
В Гражданскую войну участвовал в Белом движении на Юге России, полковник.
В эмиграции во Франции (1931). Позднее переехал в Нью-Йорк, где занимался живописью и иллюстрированием совместно с сестрой Татьяной. Состоял членом полкового объединения. В 1951 году был избран вице-председателем общества помощи русским инвалидам зарубежья в Америке.
Скончался в 1978 году в Нью-Йорке. Похоронен на кладбище Новодивеевского монастыря.

## Награды
- Орден Святого Георгия 4-й ст. (ВП 11.12.1915)